# 吕基亚

吕基亚地區

吕基亚（古希腊语：Λυκία）安纳托利亚历史上的一个地区，位于今土耳其安塔利亚省境内。在罗马帝国时期，这里曾是帝国在亚洲的一个行省。

## 地理
吕基亚位于土耳其西南部海岸，是一个多山而且植被茂盛的地区。它的西面和西北面与卡里亚交界，东面与潘菲利亚接壤，东北面是皮西迪亚。
在古代，吕基亚地区的主要城市是克桑托斯、帕塔拉、米拉和法塞利斯。

## 居民
吕基亚地区在史前时代就有人类居住。当地的土著是吕基亚人，他们说一种属于印欧语系的语言（吕基亚语）。与吕基亚语关系最近的语言是卢维语，它或许是吕基亚语的直接祖先。后来希腊移民逐渐取代了当地居民成为吕基亚的主人。希腊人在吕基亚建起了一系列殖民城邦。直到土耳其统治时代，该地区仍有希腊人居住；最后一批希腊居民是因1919年～1922年的希土战争而被迫离开。

## 历史
古埃及文献称吕基亚人是赫梯人的盟友。在赫梯帝国崩溃后，吕基亚作为一个独立王国发展起来。按照希罗多德的说法，“吕基亚”这个名字来源于雅典国王潘狄翁二世的儿子吕科斯的名字。在古典时代，吕基亚地区从未被统一于一个政权之下，而是由许多独立城邦组成的联合体。
荷马在《伊利亚特》中多次提到吕基亚，并说它是特洛伊人的盟友。在《伊利亚特》里，参战的吕基亚人由萨尔珀冬（宙斯与拉俄达弥亚之子）和格劳科斯（希波格科斯之子）两位英勇善战的英雄领导。非常值得注意的是，在其它一些神话中提到过另一位萨尔珀冬（宙斯与欧罗巴之子）的故事，他因与兄长、克里特国王米诺斯争权失败而被迫流亡吕基亚，并在那里建立了一个王朝。古代人经常把这两个萨尔珀冬相混同。这些神话可能暗示了克里特文明与吕基亚（或安纳托利亚）之间的某种未知联系。
前546年，居鲁士大帝的将领哈尔帕古斯征服了吕基亚，将其并入波斯帝国。哈尔帕古斯的后裔世袭了小亚细亚总督的职位，他们统治吕基亚直到前468年，那年雅典人将波斯帝国的势力赶出了这一地区。波斯人在前387年又夺回了吕基亚，并占据该地直到整个波斯帝国被亚历山大大帝征服。亚历山大死后，其帝国迅速瓦解。塞琉古一世在继业者战争中几乎夺得了帝国在亚洲的全部领地，包括吕基亚；他在亚洲建立起最大的一个希腊化国家塞琉古帝国。前189年，塞琉古国王安条克三世被新兴强国罗马打败，包括吕基亚在内的大片土地被割让给罗马。随着罗马的发展，整个地中海地区都被并入这个帝国。公元43年，罗马皇帝克劳狄一世将吕基亚与潘菲利亚合并为罗马的一个行省，后又单独建省。
在西罗马帝国灭亡后，吕基亚属于东部帝国拜占廷，因而保留了古典文化。奥斯曼帝国兴起后征服了拜占廷在亚洲的全部领土并最终灭亡了拜占廷，吕基亚亦被并入奥斯曼帝国；从此吕基亚即成为土耳其的一部分。
吕基亚在古代是一个重要的宗教活动中心，以崇拜勒托、阿波罗和阿耳忒弥斯为主。

## 吕基亚联盟
吕基亚联盟是吕基亚各城邦在前168年组成的一个政治同盟，它包括已知的23个成员。吕基亚在安条克三世失败后一度被罗得岛所控制，但罗马人在第三次马其顿战争结束后决定让吕基亚各城邦在罗马庇护下获得独立。这些城邦于是建立了一个联邦式的政府，并组建了由各邦成员组成的元老院来选举联盟执政官（执政官的任期为一年）。这个联盟的主要成员是桑索斯、帕塔拉、皮纳拉、奥林波斯、米拉和特洛斯。后来法塞利斯也加入了联盟。有趣的是，在吕基亚被正式并入罗马之后，这个联盟仍然存在并发挥着功能，直到4世纪。

## 资料来源
- 部分资料来自古埃及法老和赫梯国王的铭文。J. H. Breasted，《Ancient Records of Egypt》，Vol. III；J. B. Pritchard，《Ancient Near Eastern Texts》
- R. D. Barnett，《剑桥古代史》，362~366页
- T. Bryce，Lukka Revisited，《Journal of Near Eastern Studies》，Vol. 51，121~130页
- T. Bryce，J. Zahle，《吕基亚人》